# Congiura di Amboise
La congiura o tumulto d'Amboise (marzo 1560) fu un colpo di mano mancato da parte dei protestanti per impadronirsi della persona del re Francesco II e sottrarlo alla tutela dei Guisa. Si trattò del primo episodio di sangue delle Guerre di religione francesi, che si svolsero in Francia dal 1562 al 1598.

## Il contesto

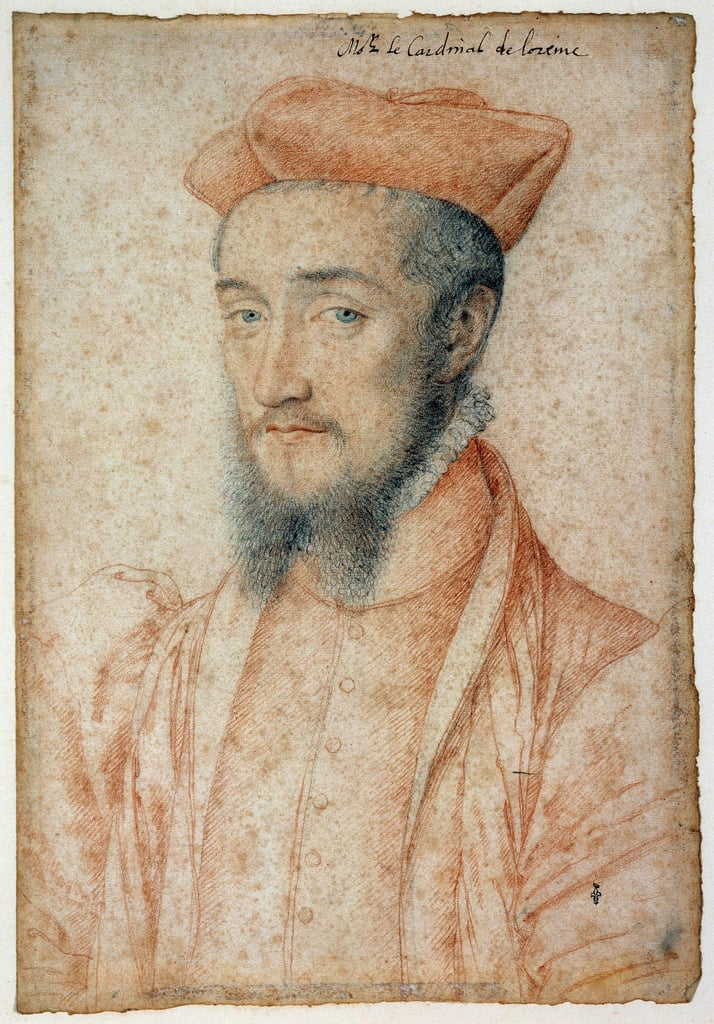
Il cardinale di Lorena (1550)

Dopo la morte di Enrico II, avvenuta nel 1559, i protestanti confidavano sempre di più nel loro futuro e speravano di ottenere presto l'emancipazione, attendendosi dal nuovo re, Francesco II, un rientro in loro favore. Tuttavia il re affidò di fatto il governo alla famiglia dei Guisa, garanti in Francia della religione cattolica e sostenitori di una assoluta intolleranza verso la religione riformata. Il duca Francesco I di Guisa ed il cardinale di Lorena, zio della giovane regina Maria Stuart, esercitavano un forte ascendente sul re anche tramite quest'ultima. Essi indirizzavano la politica reale ed erano convinti di aver il diritto di reprimere il protestantesimo in nome del re e del rispetto dell'ordine. Molti protestanti suggerivano di sottrarre il re alla loro influenza ed organizzarono un complotto per rapire il re e la sua famiglia, inclusa la regina-madre Caterina de' Medici.

## La preparazione del complotto
Il capo della congiura fu Godefroy de Barry, signore di La Renaudie, gentiluomo del Périgord. Egli radunò altri gentiluomini provenienti da tutta la Francia quali il barone Carlo di Castelnau di Chalosse, Bouchard d'Aubeterre, Edme di Ferrière-Maligny, il capitano Mazères, il capitano Sainte-Marie, il capitano Lignières, Jean d'Aubigné (padre di Agrippa d'Aubigné), Arduino di Porcelet. Riunì gli ugonotti della Provenza a Mérindol il 12 febbraio 1560. Ebbe inoltre come complici numerosi mercanti di Orléans, Tours e Lione.
Il complotto fu segretamente ispirato da Luigi I di Borbone-Condé, che attese ad Orléans la raccolta dei frutti del medesimo. Egli veniva definito, nella corrispondenza fra i congiurati, con il nome di “il capitano muto”. Con Luigi pare fosse coinvolto anche il fratello Antonio di Borbone-Navarra, che avrebbe dovuto prendere il posto di Francesco II sul trono di Francia, ma su questo aspetto non tutti gli storici concordano. L'ammiraglio Coligny, nuovo capo degli ugonotti, rifiutò questa volta la violenza ed impedì che una parte della nobiltà normanna si associasse al complotto.

## Lo smacco

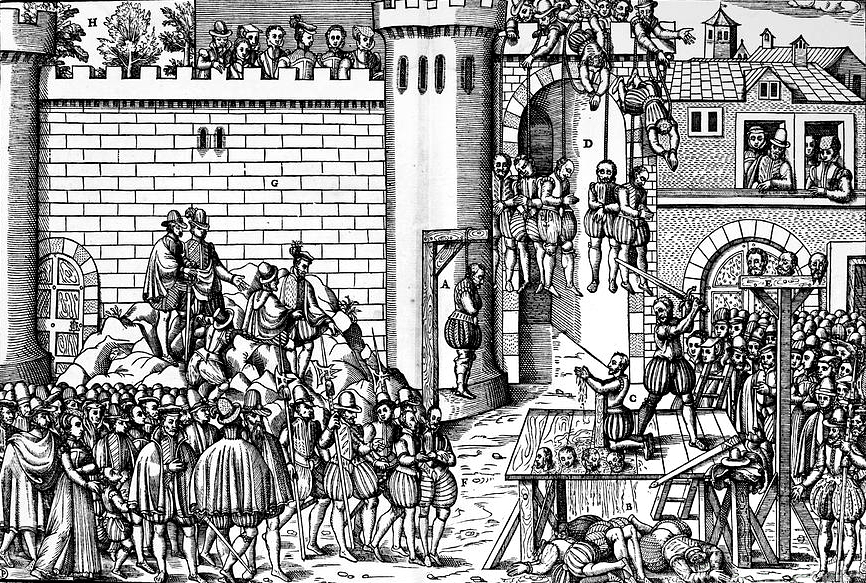
L'esecuzione dei congiurati

Il 1º febbraio 1560 i congiurati si riunirono a Nantes per formulare un piano, probabilmente anche finanziati da Elisabetta I d'Inghilterra, ma qualche giorno più tardi i Guisa ne vennero a conoscenza grazie ad un avvocato parigino, Pierre des Avenelle. Il 22 febbraio essi decisero che avrebbero trasferito Francesco II e la corte dal castello di Blois a quello di Amboise, meglio protetto. Le guardie furono sostituite e le difese rafforzate, ma i Guisa si attendevano tutto.
I congiurati, che avevano previsto l'azione per il primo di marzo, la differirono al giorno 16 dello stesso mese. Grazie a complici che avevano sul posto, alcuni congiurati arrivarono in anticipo per preparare l'arrivo del grosso delle truppe protestanti. Ma i Guisa mandarono i loro cavalieri a perlustrare i dintorni di Amboise ed i primi congiurati furono arrestati il 10 marzo. Per sei giorni gli arresti si moltiplicarono. Il 17 marzo iniziarono le esecuzioni: la maggior parte dei congiurati fu impiccata alle balaustre del castello, altri gettati nella Loira ed altri ancora linciati dalla folla. Il 19 marzo fu catturato La Renaudie, che fu squartato e le parti del suo cadavere furono esposte alle porte della città.
Il principe di Condé fu arrestato ma liberato poche settimane dopo. A seguito di questo evento i re di Francia non soggiornarono più se non per brevissimo tempo ad Amboise, anche se i principi francesi furono ancora ivi allevati.
Nel corso dell'estate del 1560 il principe di Condé preparò una seconda congiura ma questa non fu realizzata a causa di un secondo arresto del principe.